# Alias the Doctor
Alias the Doctor is een Amerikaanse dramafilm uit 1932 onder regie van Michael Curtiz en Lloyd Bacon. In Nederland werd de film destijds uitgebracht onder de titel Alias de dokter.

## Verhaal
Martha Brenner heeft twee geadopteerde zoons en één dochter. Haar ene zoon Karl is een harde werker, maar haar andere zoon Stephan is lui. Ze gaan allebei medicijnen studeren in München. Karl is een voorbeeldige student, maar Stephan slaagt amper in zijn studie. Als Stephan in dronken toestand een operatie uitvoert op een vriendin, neemt Karl de schuld op zich en gaat in zijn plaats naar de gevangenis.

## Rolverdeling
| Acteur              | Personage             |
| ------------------- | --------------------- |
| Richard Barthelmess | Karl Brenner          |
| Marian Marsh        | Lotti Brenner         |
| Norman Foster       | Stephan Brenner       |
| Adrienne Dore       | Anna                  |
| Lucille La Verne    | Martha Brenner        |
| Oscar Apfel         | Keller                |
| John St. Polis      | Dr. Niergardt         |
| George Rosener      | Dr. Franz von Bergman |